# Natasha Parry
Natasha Parry (Londen, 2 december 1930 – La Baule, 22 juli 2015) was een Brits actrice.

## Levensloop
Haar vader was filmregisseur Gordon Parry. 
Parry brak door in de film Dance Hall in 1950. Daarna speelde ze onder andere in 1953 in de film "King Lear" met Orson Welles, "The Fighting Cock" met Rex Harrison, De kersentuin, Midnight Lace met Doris Day, The Rough and the Smooth, The Taste of Blueberries, Oh! What a Lovely War (regisseur Richard Attenborough), Monsieur Ripois en Romeo and Juliet. In 1984 stond ze op het toneel met Marcello Mastroianni in Tchin Tchin.
Ze was getrouwd met Peter Brook van 1951 tot haar dood in 2015. Ze had een zoon en een dochter. Ze woonde vanaf de jaren '70 in Jouars-Pontchartrain nabij Parijs.
Parry speelde tot op hoge leeftijd nog vaak toneelstukken Shakespeare in Bouffes du Nord Theatre, het theater van haar man in Parijs. 
Zij overleed tijdens een vakantie in La Baule-Escoublac op 84-jarige leeftijd.

## Filmografie (selectie)
- 1950: Dance Hall
- 1952: Crow Hollow
- 1954: Monsieur Ripois
- 1957: Windom's Way
- 1960: The Rough and the Smooth
- 1960: Midnight Lace
- 1963: Girl in the Headlines
- 1968: Romeo and Juliet
- 1969: Oh! What a Lovely War
- 1979: Meetings with Remarkable Men
- 1982: Le Lit